# 秋山和彥
秋山和彥（日语：／ Akiyama Kazuhiko，1973年1月3日—），日本北海道人，身高161公分，體重56公斤。名列TBS電視台所製作的極限體能王SASUKE節目的極限體能王全明星中的一員。目前極限體能王3800人次挑戰中達成完全制霸的只有四個人，他就是其中之一，同時也是挑戰冠軍王三分鐘伏地挺身的紀錄保持人（307下），他曾經想過當自衛隊、繼承父親事業成為漁夫以及角力選手參加奧運，卻都因為弱視而不得不放棄，後來在極限體能王找到自己的夢，也開了逢和治療院，替人針灸。

## 人物
有著一張撲克臉，每次出場都會背著一條用繩子綁著的毛蟹用來祈福，因此有「毛蟹秋山」的稱號，習慣穿著一條紅色褲子，是全明星中比較少闖過第一舞台的人，為第一位完全制霸的選手，所以是極限體能王全明星之一，體脂肪率達到5.8%，經常在第一舞台失敗，看起來雖然比較矮，但想完全制霸的想法是不輸給任何人的，身體練的很徹底，在家中有設置跳躍懸吊、聳立高牆等設施，是極限體能王中身世最湛憐的，但他還是努力不懈，期待有朝一日能達成二度完全制霸，目前是轉捕毛蟹的漁夫、逢和治療院的院長以及極限體能王史上第一位完全制霸者。

## 特徵
第2回首次參賽，在第二舞台因為看不清楚蜘蛛步道的壁面，最後在芝麻開門時間到。第3回因為到了晚上看不清楚五連鎚而拖延太多時間，再度在芝麻開門時間到。第4回剩下6秒達成首次的完全制霸，結束了第一時期的極限體能王。第5回大會為了報考指壓師所以沒有參賽。第6回在挑戰跳躍懸吊時彈簧床沒有踩好，直接跳入水中，山田勝己還過來安慰他。第7回時雖然抓住了跳躍懸吊的繩子，但還是鬆手落水。第8回也一樣，雖然抓住繩子，但不敵反作用力，還是落水。第9回說：「這次很有信心，做好了準備」，沒想到卻在第一舞台的五段連環跳慘遭滑鐵盧。第10回時說：「之前都一直想拿最快紀錄，這次不趕」，這次闖過對他來說是難關的跳躍懸吊，只用一手一腳撐住，硬是過來了，沒想到卻在拿手的聳立高牆用完時間，已經連續5屆大賽沒闖過第一舞台。第11回開賽前，他的左膝動了手術，雖然秋山連家裡的的聳立高牆都翻不過，卻還是參賽了，到跳躍懸吊還算順利，但在聳立高牆試了好幾次都沒有上來，好不容易上來了，但只剩18秒了，秋山盡力的抓著繩子往上爬後奮力按下終點按鈕，到底有沒有過關呢？結果剩下0.03秒，過關，把85秒全部用完，秋山流下了欣喜的淚水，與夥伴們打招呼，乘著這次全明星全過關的氣勢，也留下2.84秒的成績過了第二舞台，在第三舞台人體支架手滑掉掉入水中，這次極限體能王翻新以來他第一次闖過第一舞台，全明星也都進入第二舞台。第12回他也留下4秒闖過了第一舞台，這次全明星還是都闖過第一舞台，秋山更一舉進入第三舞台，報了上次人體支架的仇，而且還闖進了地獄滑桿，在最後跳躍的部份失敗，這是他在翻新後最好的成績。第13回版本再度翻新，秋山出場正好是在晚上，對他而言很不利，結果在新關卡扭曲高牆沒看清楚繩子掉了下去，隔了一年半後，秋山再度嘗到在第一舞台失敗的苦果，諷刺的是，秋山在比賽前將家中的練習設備全部拆掉，因為他認為第一舞台已不是敵人，卻還是中箭落馬。第14回闖過了上次失敗的扭曲高牆，卻在聳立高牆再度用完時間，第15回也在聳立高牆用完時間。第16回雖再度設立3個新關卡，但秋山卻還是留下了10秒以上的成績，這是他完全制霸後個人第一舞台的最佳紀錄，進入了第二舞台，在大家都沒有過關信心的旋轉鐵鍊脫落，從此再也沒有闖過第一舞台。第17回在新關卡鐵環滑降跳板沒踩好，雖然跳出了高度，但還是掉入水中，此屆為長野誠達成第二次完全制霸。事後，秋山說想引退，但如果還有熱情會再參加，第20回紀念大會收回退隱決定，再度參賽，這次在乘風破浪繩子沒有抓好落水。第22回再度出場，卻也在乘風破浪沒有踩好直接掉進水裡。第24回元旦大會終於闖過前2次失敗的乘風破浪，卻在不擅長的聳立高牆用完時間。第25回也在聳立高牆用完時間。第28回賽前宣布最後一次參賽，在第一舞台的鐘擺橋落下，結束了他在極限體能王的生涯。

## 歷屆SASUKE大會參賽成績
粗體和★代表最優秀成績者，（ ）內的數字代表當大會的背號。
例：（1-1）前面的數字代表舞臺，後面的數字代表此舞台關卡數。○內的符號代表當大會的名次
- 第2回大會  （100） 2-13 芝麻開門（時間到，在當大會只有播放他在五連鎚到芝麻開門的影片，在第4回大會有他在蜘蛛步道的一段小小影片）⑩
- 第3回大會  （99）  2-13 芝麻開門（時間到）⑦
- 第4回大會  （86）  完全制霸（剩餘6秒，史上首位完全制霸者）★ ①
- 第6回大會  （100） 1-04 跳躍懸吊（因彈簧床踩的太前面而落水）
- 第7回大會  （99）  1-04 跳躍懸吊
- 第8回大會  （99）  1-04 跳躍懸吊
- 第9回大會  （100） 1-01 五段連環跳（腳沾到水）
- 第10回大會 （981） 1-05 聳立高牆（時間到）
- 第11回大會 （99）  3-14 人體支架（2→3間隔）⑥
- 第12回大會 （97）  3-17 地獄滑桿 ④
- 第13回大會 （91）  1-05 扭曲高牆（因弱視而看不到夜空中懸掛的繩子）
- 第14回大會 （71）  1-07 聳立高牆（時間到）
- 第15回大會 （81）  1-07 聳立高牆（時間到）
- 第16回大會 （71）  2-14 旋轉鐵鍊 ⑨
- 第17回大會 （71）  1-05 鐵環滑降
- 第20回大會 （1901）1-05 乘風破浪（沒抓好繩子落水）
- 第22回大會 （20）  1-05 乘風破浪（一腳沒踩好從牆壁上掉落）
- 第24回大會 （62）  1-06 聳立高牆（時間到）
- 第25回大會 （98）  1-06 聳立高牆（時間到）
- 第28回大會 （96）  1-03 鐘擺橋（失足跌落）（此回之後宣布退休）
- 第40回大會 （3997） 1-05 馴龍高手落水